# Сонино (Рязанская область)
Со́нино — деревня в Клепиковском районе Рязанской области. Входит в состав Болоньского сельского поселения.

## География
Деревня находится в северной части Рязанской области, на расстоянии примерно 16 км (по прямой) к северо-западу от города Спас-Клепики, административного центра района.

### Часовой пояс
Деревня Сонино, как и вся Рязанская область, находится в часовой зоне МСК (московское время). Смещение применяемого времени относительно UTC составляет +3:00.

## История
В 1859 году в деревне Рязанского уезда Рязанской губернии насчитывалось 25 дворов и проживало 155 человек, в 1897 году — 37 дворов и 268 чел.

## Население
| 2010 |
| ---- |
| 16   |

### Национальный состав
Согласно результатам переписи 2002 года, в национальной структуре населения русские составляли 100 % из 19 чел.